# KIA 타이거즈의 선수 목록
다음은 KBO 리그 해태 타이거즈 / KIA 타이거즈의 연도별 선수 명단이다.
각 포지션별로 해당 시즌 가장 많은 경기를 소화한 주전 선수들을 표시했다. 선수 전체 명단은 각각의 세부 문서를 참조하시오.
명단에는 1군 경기에서 단 한 경기라도 뛴 선수들이 포함되어 있다.

## 1982년 - 1990년: 해태 타이거즈
| 연도   | 투수   | 포수   | 1루수  | 2루수  | 3루수  | 유격수 | 좌익수 | 중견수 | 우익수 | 지명타자 |
| 1982년 | 방수원 | 박전섭 | 김봉연 | 차영화 | 김성한 | 조충열 | 김준환 | 김일권 | 김종모 | 김종윤   |
| 1983년 | 이상윤 | 김무종 | 김봉연 | 차영화 | 김성한 | 서정환 | 김준환 | 김일권 | 김종모 | 김종윤   |
| 1984년 | 이상윤 | 김무종 | 김성한 | 차영화 | 장진범 | 서정환 | 김준환 | 김일권 | 김종모 | 김봉연   |
| 1985년 | 선동열 | 김무종 | 김성한 | 차영화 | 이순철 | 서정환 | 김준환 | 김일권 | 김종모 | 김봉연   |
| 1986년 | 선동열 | 김무종 | 김성한 | 차영화 | 한대화 | 서정환 | 김일권 | 김종모 | 이순철 | 김봉연   |
| 1987년 | 선동열 | 김무종 | 김성한 | 차영화 | 한대화 | 서정환 | 김준환 | 김종모 | 이순철 | 김봉연   |
| 1988년 | 선동열 | 장채근 | 김성한 | 백인호 | 한대화 | 서정환 | 김준환 | 김종모 | 이순철 | 김봉연   |
| 1989년 | 선동열 | 장채근 | 김성한 | 백인호 | 한대화 | 서정환 | 이건열 | 이순철 | 김종모 | 박철우   |
| 1990년 | 선동열 | 장채근 | 김성한 | 백인호 | 한대화 | 윤재호 | 이건열 | 이순철 | 김종모 | 박철우   |

## 1991년 - 2000년: 해태 타이거즈
| 연도   | 투수   | 포수   | 1루수  | 2루수  | 3루수  | 유격수 | 좌익수   | 중견수 | 우익수 | 지명타자 |
| 1991년 | 선동열 | 장채근 | 김성한 | 홍현우 | 한대화 | 윤재호 | 김종모   | 이순철 | 이호성 | 박철우   |
| 1992년 | 선동열 | 장채근 | 김성한 | 홍현우 | 한대화 | 윤재호 | 김종모   | 이순철 | 이호성 | 박철우   |
| 1993년 | 선동열 | 장채근 | 김성한 | 박철우 | 한대화 | 윤재호 | 이건열   | 이순철 | 이호성 | 박철우   |
| 1994년 | 선동열 | 장채근 | 김성한 | 송인호 | 홍현우 | 이종범 | 이호성   | 이순철 | 이병훈 | 이건열   |
| 1995년 | 선동열 | 최해식 | 김성한 | 송인호 | 홍현우 | 이종범 | 이건열   | 이순철 | 이호성 | 박재용   |
| 1996년 | 조계현 | 최해식 | 장성호 | 김종국 | 홍현우 | 이종범 | 이건열   | 이순철 | 이호성 | 최훈재   |
| 1997년 | 조계현 | 최해식 | 장성호 | 김종국 | 홍현우 | 이종범 | 이호성   | 이순철 | 김창희 | 최훈재   |
| 1998년 | 이강철 | 최해식 | 장성호 | 송구홍 | 홍현우 | 김종국 | 이호준   | 김창희 | 이호성 | 최훈재   |
| 1999년 | 이강철 | 최해식 | 장성호 | 정성훈 | 홍현우 | 김종국 | 양준혁   | 김창희 | 이호성 | 샌더스   |
| 2000년 | 이강철 | 최해식 | 장성호 | 김종국 | 홍현우 | 홍세완 | 타바레스 | 김창희 | 이호성 | 정성훈   |

## 2001년 - 2010년
| 연도   | 투수       | 포수   | 1루수  | 2루수  | 3루수  | 유격수 | 좌익수 | 중견수 | 우익수 | 지명타자 |
| 2001년 | 이강철     | 김상훈 | 장성호 | 김종국 | 정성훈 | 홍세완 | 김경언 | 신동주 | 이종범 | 산토스   |
| 2002년 | 리오스     | 김상훈 | 장성호 | 김종국 | 정성훈 | 홍세완 | 김창희 | 이종범 | 김경언 | 신동주   |
| 2003년 | 리오스     | 김상훈 | 장성호 | 김종국 | 이현곤 | 홍세완 | 김경언 | 박재홍 | 이종범 | 이재주   |
| 2004년 | 리오스     | 김상훈 | 장성호 | 김종국 | 이현곤 | 홍세완 | 김경언 | 이종범 | 심재학 | 마해영   |
| 2005년 | 그레이싱어 | 김상훈 | 장성호 | 김종국 | 손지환 | 홍세완 | 김경언 | 이종범 | 심재학 | 마해영   |
| 2006년 | 그레이싱어 | 김상훈 | 장성호 | 김종국 | 이현곤 | 홍세완 | 김경언 | 이종범 | 이용규 | 이재주   |
| 2007년 | 김진우     | 김상훈 | 장성호 | 손지환 | 이현곤 | 김종국 | 김원섭 | 이용규 | 이종범 | 이재주   |
| 2008년 | 윤석민     | 김상훈 | 장성호 | 김종국 | 이현곤 | 김선빈 | 김원섭 | 이용규 | 이종범 | 최희섭   |
| 2009년 | 로페즈     | 김상훈 | 최희섭 | 안치홍 | 김상현 | 이현곤 | 나지완 | 김원섭 | 이종범 | 이재주   |
| 2010년 | 서재응     | 김상훈 | 최희섭 | 안치홍 | 김상현 | 김선빈 | 김원섭 | 이용규 | 이종범 | 나지완   |

## 2011년 - 2020년
| 연도   | 투수   | 포수   | 1루수  | 2루수  | 3루수  | 유격수 | 좌익수 | 중견수   | 우익수 | 지명타자 |
| 2011년 | 윤석민 | 차일목 | 최희섭 | 안치홍 | 이범호 | 김선빈 | 김상현 | 이용규   | 이종범 | 나지완   |
| 2012년 | 윤석민 | 차일목 | 최희섭 | 안치홍 | 이범호 | 김선빈 | 김원섭 | 이용규   | 신종길 | 나지완   |
| 2013년 | 윤석민 | 차일목 | 김주형 | 안치홍 | 이범호 | 김선빈 | 김주찬 | 이용규   | 신종길 | 나지완   |
| 2014년 | 양현종 | 이성우 | 필     | 안치홍 | 이범호 | 강한울 | 김주찬 | 이대형   | 신종길 | 나지완   |
| 2015년 | 양현종 | 이홍구 | 필     | 김민우 | 이범호 | 강한울 | 김주찬 | 김호령   | 신종길 | 나지완   |
| 2016년 | 헥터   | 이홍구 | 필     | 서동욱 | 이범호 | 강한울 | 김주찬 | 김호령   | 노수광 | 나지완   |
| 2017년 | 양현종 | 김민식 | 김주찬 | 안치홍 | 이범호 | 김선빈 | 최형우 | 버나디나 | 이명기 | 나지완   |
| 2018년 | 양현종 | 김민식 | 김주찬 | 안치홍 | 이범호 | 김선빈 | 최형우 | 버나디나 | 이명기 | 나지완   |
| 2019년 | 양현종 | 한승택 | 김주찬 | 안치홍 | 박찬호 | 김선빈 | 최형우 | 이창진   | 터커   | 유민상   |
| 2020년 | 브룩스 | 한승택 | 유민상 | 김선빈 | 김태진 | 박찬호 | 나지완 | 최원준   | 터커   | 최형우   |

## 2021년 -
| 연도   | 투수   | 포수   | 1루수  | 2루수  | 3루수  | 유격수 | 좌익수     | 중견수     | 우익수 | 지명타자 |
| 2021년 | 이의리 | 김민식 | 황대인 | 김선빈 | 김태진 | 박찬호 | 터커       | 이창진     | 최원준 | 최형우   |
| 2022년 | 양현종 | 박동원 | 황대인 | 김선빈 | 류지혁 | 박찬호 | 이창진     | 소크라테스 | 나성범 | 최형우   |
| 2023년 | 양현종 | 김태군 | 최원준 | 김선빈 | 김도영 | 박찬호 | 이우성     | 소크라테스 | 나성범 | 최형우   |
| 2024년 | 네일   | 김태군 | 이우성 | 김선빈 | 김도영 | 박찬호 | 소크라테스 | 최원준     | 나성범 | 최형우   |

## 역대 신인드래프트

### 첫 지명 선수
| 연도 | 선수   | 포지션 | KIA 소속 성적                                       |
| ---- | ------ | ------ | --------------------------------------------------- |
| 2003 | 고우석 | 투수   | 7시즌 86G 132.2이닝 4승 7패 5.77                    |
| 2004 | 김주형 | 내야수 | 13시즌 750G 405안타 61홈런 .224 .287 .369           |
| 2005 | 곽정철 | 투수   | 6시즌 151G 239이닝 9승 14패 22홀드 7세이브 4.93     |
| 2006 | 한기주 | 투수   | 8시즌 239G 416.1이닝 25승 28패 71세이브 3.63        |
| 2007 | 정영일 | 투수   | 메이저리그 진출로 입단 X                            |
| 2008 | 전우엽 | 투수   | 3시즌 16G 45이닝 2승 5패 5.80                       |
| 2009 | 정성철 | 투수   | 1시즌 11G 11.1이닝 1패 7.94                         |
| 2010 | 심동섭 | 투수   | 9시즌 339G 297.1이닝 14승 15패 67홀드 10세이브 4.93 |
| 2011 | 한승혁 | 투수   | 9시즌 228G 411.1이닝 18승 24패 19홀드 5.84          |
| 2012 | 박지훈 | 투수   | 3시즌 103G 105이닝 6승 5패 18홀드 6.00              |
| 2013 | 손동욱 | 투수   | 1시즌 13G 11.2이닝 12.34                            |
| 2014 | 차명진 | 투수   | 3시즌 14G 44이닝 3승 2패 6.14                       |
| 2015 | 이민우 | 투수   | 6시즌 105G 278.2이닝 12승 27패 6홀드 6.75           |
| 2016 | 김현준 | 투수   | 3시즌 46G 48.2이닝 1승 2패 7.58                     |
| 2017 | 유승철 | 투수   | 현역 선수                                           |
| 2018 | 한준수 | 포수   | 현역 선수                                           |
| 2019 | 김기훈 | 투수   | 현역 선수                                           |
| 2020 | 정해영 | 투수   | 현역 선수                                           |
| 2021 | 이의리 | 투수   | 현역 선수                                           |
| 2022 | 김도영 | 내야수 | 현역 선수                                           |
| 2023 | 윤영철 | 투수   | 현역 선수                                           |
| 2024 | 조대현 | 투수   | 현역 선수                                           |
| 2025 | 김태형 | 투수   | 현역 선수                                           |
| 2026 |        |        |                                                     |

### 마지막 지명 선수
| 연도 | 선수   | 포지션 | KIA 소속 성적                            |
| ---- | ------ | ------ | ---------------------------------------- |
| 2003 | 유왕식 | 투수   | 지명권 포기로 입단 X                     |
| 2004 | 박강우 | 투수   | 1시즌 1G 1이닝 9.00                      |
| 2005 | 진해수 | 투수   | 6시즌 118G 109.1이닝 2승 7패 12홀드 6.91 |
| 2006 | 이성준 | 외야수 | 1군 출전 X                               |
| 2007 | 전준수 | 외야수 | 지명권 포기로 입단 X                     |
| 2008 | 이상원 | 내야수 | 지명권 포기로 입단 X                     |
| 2009 | 장태성 | 내야수 | 1시즌 3G 1안타 1.000                     |
| 2010 | 최유진 | 외야수 | 지명권 포기로 입단 X                     |
| 2011 | 박태원 | 내야수 | 지명권 포기로 입단 X                     |
| 2012 | 윤해진 | 내야수 | 6시즌 184G 45안타 8도루 .210 .260 .257   |
| 2013 | 윤민섭 | 외야수 | 1군 출전 X                               |
| 2014 | 류현철 | 외야수 | 1군 출전 X                               |
| 2015 | 김호령 | 외야수 | 현역 선수                                |
| 2016 | 류승현 | 내야수 | 3시즌 95G 61안타 .268 .328 .346          |
| 2017 | 이정훈 | 포수   | 5시즌 61G 36안타 .229 .333 .312          |
| 2018 | 박희주 | 투수   | 1군 출전 X                               |
| 2019 | 나용기 | 투수   | 1군 출전 X                               |
| 2020 | 최용준 | 투수   | 1시즌 3G 6.1이닝 1패 14.21               |
| 2021 | 박대명 | 투수   | 1군 출전 X                               |
| 2022 | 손진규 | 투수   | 1군 출전 X                               |
| 2023 | 고윤호 | 내야수 | 지명권 포기로 입단 X                     |
| 2024 | 김두현 | 내야수 | 현역 선수                                |
| 2025 | 박헌   | 외야수 | 현역 선수                                |
| 2026 |        |        |                                          |

## 같이 보기
- KIA 타이거즈의 역대 외국인 선수 목록
- KIA 타이거즈의 한국 프로 야구상 수상자
- KIA 타이거즈 역대 감독